# 思想罪
思想犯罪、思想罪或思罪（英語：Thoughtcrime，新语称Crimethink），是英國作家乔治·奥威尔作品《一九八四》中的新語名詞，是大洋國政府的一個罪名，若有犯罪思想則犯下思想罪，而不必在言論或行動上定罪。跟此詞相反的是好思想，即被黨稱讚的思想；基於新話簡單二分法的原則，好思想和犯罪思想中間沒有灰色地帶。
|  | 思想罪不會導致死亡，思想罪本身就是死亡。 |

故事主角史密斯亦稱思想罪是唯一可怕的罪惡。

## 思想警察
思想警察是小說中無所不在的秘密警察，專門監察及懲罰犯罪思想。

## 監控技術
無所不在的電幕可以雙向接收和傳播聲畫，加上閉路電視，強大的電腦視覺使思想警察可以注意每一個證明思想犯罪的舉手投足、表情和眼神。測謊機、陰莖體積變化測試儀更可以偵測同性戀或戀童癖，以判定任何性犯罪。尤有甚者，更使用核磁共振成像來偵任何人腦內犯罪思想的大腦活動。

## 犯罪停止
犯罪停止是英國作家喬治·歐威爾作品《一九八四》中新話的名詞，指在犯罪思想開始之前直覺且自發的停止進一步的思考。
這個詞類似社會學中的内化（Internalization）。

## 延伸閱讀
- Kretzmer, David;, Kershman, Hazan Francine , 编, , The Hague, Netherlands: Kluwer Law International, 2000, ISBN 90-411-1341-X.

## 外部連結
- Cunningham & Cunningham, Inc. "Thought Crime （页面存档备份，存于）".
- The Essayist, "Hate Crime Premise" 24 July 1998.
- Evenson, Brad, "Looking for thoughtcrime to crimestop （页面存档备份，存于）". National Post, 8 February 2003.
- Peabody, Michael "Thought & Crime Archive.today的存檔，存档日期2008-05-14," Liberty Magazine, March/April 2008.
- Reuters, "Thoughtcrime a Reality （页面存档备份，存于）: U.S. Toughens Child Pornography Law". 2 October 1996.
- Guardian report: MPs criticise lock-up plan for mentally ill. （页面存档备份，存于） 25 July 2000.
- The Malicious Communications Act of 1988 Malicious Communications Act 1988
- New York Post, "Wannabe jihadist sentenced for 27 years in prison （页面存档备份，存于）". 3 March 2012.